# Plagiochila kermadecensis
Plagiochila kermadecensis là một loài rêu trong họ Plagiochilaceae. Loài này được J.J. Engel & G.L. Merr. mô tả khoa học đầu tiên năm 1999.